# Karl Gutzkow
Karl Ferdinand Gutzkow, né à Berlin dans le royaume de Prusse en 1811 et mort en 1878, est un écrivain, dramaturge et journaliste prussien. Son œuvre et son implication ont joué un grand rôle dans le mouvement Jeune-Allemagne.
Il est enterré au cimetière principal de Francfort.

## Œuvres
- Wally la sceptique (1835)
- Perruque et Épée (1844)
- Uriel Acosta (1847)
- Les Chevaliers de l'esprit (1850-1851)